# Superfície atrapada
Les superfícies atrapades tancades són un concepte utilitzat a les solucions de forats negres de la relativitat general que descriuen la regió interna d'un horitzó d'esdeveniments. Roger Penrose va definir la noció de superfícies tancades atrapades el 1965. Una superfície atrapada és aquella on la llum no s'allunya del forat negre. El límit de la unió de totes les superfícies atrapades al voltant d'un forat negre s'anomena horitzó aparent.
Un terme relacionat, superfície nul·la atrapada, s'utilitza sovint indistintament. Tanmateix, quan es parla d'horitzons causals, les superfícies nul·les atrapades es defineixen només com a camps vectorials nuls que donen lloc a superfícies nul·les. Però les superfícies marginalment atrapades poden ser de tipus espacial, tempora o nul·les.

## Caracterització
Són superfícies semblants a l'espai (esferes topològiques, tubs, etc.) amb límits restringits. La seva àrea tendeix a disminuir localment al llarg de qualsevol possible direcció futura i amb una definició dual respecte al passat. La superfície atrapada és una superfície de tipus espai de co-dimensió 2, en un espai-temps de Lorentz. D'això es dedueix que qualsevol vector normal es pot expressar com una combinació lineal de dos vectors nuls dirigits al futur, normalitzats per:
k+ · k− = −2
El vector k+ està dirigit "cap a fora" i k− "cap a dins". El conjunt de tots aquests vectors genera una congruència nul·la sortint i una entrant. La superfície es designa com a atrapada si les seccions transversals d'ambdues congruències disminueixen en àrea a mesura que surten de la superfície. Això es fa evident en el vector de curvatura mitjana, que és:
Hɑ = −θ+k−ɑ − θ−k+ɑ
La superfície està atrapada si ambdues expansions nul·les θ± són negatives, cosa que significa que el vector de curvatura mitjana és de tipus temporal i orientat cap al futur. La superfície està marginalment atrapada si l'expansió exterior θ+ = 0 i l'expansió interior θ− ≤ 0.

## Superfície nul·la atrapada
Una superfície nul·la atrapada és un conjunt de punts definits en el context de la relativitat general com una superfície tancada sobre la que els raigs de llum que apunten cap a l'exterior convergeixen (movent-se cap endins).
Les superfícies nul·les atrapades s'utilitzen en la definició de l'horitzó aparent que normalment envolta un forat negre.

### Definició
Prenem una superfície (compacta, orientable, semblant a l'espai) i trobem els seus vectors normals que apunten cap a l'exterior. La imatge bàsica a tenir en compte aquí és una pilota amb agulles que en sobresurten; les agulles són els vectors normals.
Ara observem els raigs de llum que es dirigeixen cap a l'exterior, al llarg d'aquests vectors normals. Els raigs o bé divergiran (el cas habitual que s'esperaria) o bé convergiran. Intuïtivament, si els raigs de llum convergeixen, això vol dir que la llum es mou cap enrere dins de la pilota. Si tots els raigs al voltant de tota la superfície convergeixen, diem que hi ha una superfície nul·la atrapada.
Més formalment, si cada congruència nul·la ortogonal a una superfície doble de tipus espacial té una expansió negativa, aleshores es diu que aquesta superfície és atrapada.